# مودة (عبس)

تعديل مصدري - تعديل

مودة هي إحدى قرى عزلة بني ثواب بمديرية عبس التابعة لمحافظة حجة، بلغ تعداد سكانها 736 نسمة حسب تعداد اليمن لعام 2004.